# Haedropleura forbesi
Haedropleura forbesi é uma espécie de gastrópode do gênero Haedropleura, pertencente a família Horaiclavidae.